# Молла, Гаэтано Варфоломеевич
Гаэтано Варфоломеевич Молла (1845, Милан, Италия — 9 февраля (21 февраля) 1894, Таганрог) — хормейстер, педагог, дирижёр.

## Биография
Получил образование в Милане. Хормейстер театра «Ла Скала». Приехал в Таганрог хормейстером с итальянской оперой в 1870 году. Влюбился в местную хористку Е. М. Куприянову (урожд. Дращко), обвенчался с ней в Греческой церкви 27 октября 1871 года и остался жить в Таганроге. Дирижёр оркестра, хора, оперы. Явился одним из инициаторов создания музыкального драматического общества. Сыграл огромную роль в развитии музыкальной культуры Таганрога.
Умер в железнодорожном вагоне, возвращаясь из Харькова, где ему отказали в операции по поводу рака горла.

## Известные ученики
- Майкапар, Самуил Моисеевич (1867—1938) — известный пианист и композитор, преподаватель Петроградской консерватории, музыкальный писатель.

## Семья
- Молла, Валериан Гаэтанович (1872—1938) — сын, дирижёр, композитор, педагог.

## Память
- 9 февраля 2012 года в Таганроге на здании Детской музыкальной школы им. П. И. Чайковского была открыта мемориальная доска, посвящённая Гаэтано и Валериану Молла[4].